# Provincia meccanica
Pour plus de détails, voir Fiche technique et Distribution.
Provincia meccanica est un film italien réalisé par Stefano Mordini, sorti en 2005.

## Synopsis
Une femme instable psychologiquement perd la garde sa fille. Son mari a un accident de voiture et devient ami avec un mécanicien tchèque qui s'invite dans leur vie.

## Fiche technique
- Titre : Provincia meccanica
- Réalisation : Stefano Mordini
- Scénario : Silvia Barbiera et Stefano Mordini
- Musique : Fabio Barovero
- Photographie : Italo Petriccione
- Montage : Massimo Fiocchi
- Production : Minnie Ferrara
- Société de production : Sky Italia et Medusa Film
- Pays de production :  Italie
- Genre : Drame
- Durée : 107 minutes
- Date de sortie : 
  - Italie : 11 février 2005

## Distribution
- Stefano Accorsi : Marco
- Valentina Cervi : Silvia
- Ivan Franek : Rosso
- Miro Landoni : Quarto
- Luisa Pasello : Gabriella
- Barbara Folchitto
- Giacomo Piperno
- Adele Ferruzzi : Sonia Battaglia
- Lorenzo Zanetti : Davis Battaglia
- Dijana Pavlovic

## Distinctions
Le film a été présenté en sélection officielle en compétition lors de Berlinale 2005.